# 三木重頼
三木 重頼（みつき しげより）は室町時代の武将。飛騨三木氏の当主。

## 概要
三木氏は代々京極氏の被官であり、飛騨国益田郡竹原郷の代官であった。
しかし、応仁の乱の最中の文明3年（1471年）8月7日、姉小路基綱との戦いで父の三木久頼が戦死し、重頼が跡を継いだ。敗北した京極氏は姉小路勝言（小島家）と結び、文明9年（1477年）迄には姉小路基綱を破り、飛騨を二分した。重頼も京極家中で勢力を増して所領を拡大し、益田郡の南端の竹原郷から北上し上村に移り住んだ。
永正元年（1503年）7月10日、木曽郡王滝に飛騨勢が侵攻し、木曾義元が戦死したが、時期的に重頼の軍勢と考えられる。（大永8年（1528年）の出来事とする三次資料もある）。
永正13年（1516年）死去、跡は三木直頼が継ぎ、17回忌には明叔慶浚が香語を詠んだ。